# Marcel Waldispühl
Marcel Waldispühl (* 11. Oktober 1979) ist ein ehemaliger Schweizer Radballspieler. 2009 wurde er mit dem RV Winterthur Weltmeister.

## Karriere
1989 startete er seine Karriere beim RV Sirnach. Schon nach zwei Jahren gewann er seine erste Bronzemedaille bei den Schülern B zusammen mit Patrick Brühwiler. 1997 gewann er die Schweizer Meisterschaft der Junioren zusammen mit Patrick Brühwiler und stieg somit direkt in die 1. Liga auf. In den nächsten Jahren stieg er in die NLA auf und spielte dort vier Jahre mit seinem Bruder André, zwei Jahre mit Philippe Holenstein und zwei mit Pascal Schüepp. 2005 gewann er mit André die Silbermedaille beim Schweizer Cup und qualifizierte sich somit für den Europacup, wo er Sechster wurde. Ende Saison 2008 wechselte er zum RV Winterthur, wo er seither mit Peter Jiricek zusammenspielte. Bereits im ersten gemeinsamen Jahr wurden sie Weltmeister und im folgenden Jahr Vize-Weltmeister. Ab der Saison 2013 spielte Waldispühl zusammen mit Jiricek im Nachfolgeverein Radballclub Winterthur, der aus einer Fusion mit dem zweiten Winterthurer Radballclub ATB Winterthur entstand.
Nach der Saison 2016 beendete Marcel Waldispühl seine aktive Radballkarriere.

## Erfolge
- Weltmeisterschaft
  -  Weltmeister 2009
  -  Silbermedaille 2010
- Gesamtweltcup
  - 2. Rang 2008, 2014
  - 3. Rang 2016
- Schweizer Meisterschaft
  - 1. Rang 2009, 2010
  - 2. Rang 2011, 2012, 2013, 2015
  - 3. Rang 2014, 2016
- Schweizer Cup
  - 1. Rang 2016
  - 2. Rang 2005, 2011, 2012, 2014, 2015
  - 3. Rang 2009, 2010, 2013

### Weltcup-Statistik
| Jahr                    | Partner           | 1. T.          | 2. T.          | 3. T.          | 4. T.          | Punkte | Quali | Final          |
| ----------------------- | ----------------- | -------------- | -------------- | -------------- | -------------- | ------ | ----- | -------------- |
| 2008                    | Peter Jiricek (a) | –              | –              | 8              | Silbermedaille | 138    | 8     | Silbermedaille |
| 2009                    | Peter Jiricek     | Bronzemedaille | Goldmedaille   | 5              | Goldmedaille   | 170    | 2     | 8              |
| 2010                    | Peter Jiricek     | Bronzemedaille | Bronzemedaille | Bronzemedaille | Goldmedaille   | 170    | 4     | 6              |
| 2011                    | Peter Jiricek     | 5              | Goldmedaille   | Silbermedaille | Bronzemedaille | 165    | 3     | 5              |
| 2012                    | Peter Jiricek     | Goldmedaille   | 4              | Bronzemedaille | –              | 125    | 8     | 6              |
| 2013                    | Peter Jiricek     | Silbermedaille | Silbermedaille | Goldmedaille   | Silbermedaille | 185    | 2     | 5              |
| 2014                    | Peter Jiricek     | Silbermedaille | 4              | Goldmedaille   | Goldmedaille   | 180    | 1     | Silbermedaille |
| 2015                    | Peter Jiricek     | 7              | 4              | Bronzemedaille | 6              | 120    | 9     | –              |
| 2016                    | Peter Jiricek     | Goldmedaille   | Bronzemedaille | Bronzemedaille | 4              | 165    | 6     | Bronzemedaille |
| Stand: 3. Dezember 2017 |                   |                |                |                |                |        |       |                |

Teilnahmen:  42

 Goldmedaillen:  9

 Silbermedaillen:  8

 Bronzemedaillen:  10

| Legende |
| --- |
| - Jahr: Nennt das Jahr des Weltcups. - Partner: Spielpartner in diesem Weltcup-Jahr. - 1. T.: (1. Turnier, von 4) Rang des Sportlers in diesem Turnier. - Punkte: Weltcup-Punkte, die der Spieler am Ende der Qualifikation hatte. - Quali: Rang am Ende der Qualifikation. - Finale: Rang im Finale, falls dieses erreicht wurde. |

| Personendaten    | Personendaten       |
| ---------------- | ------------------- |
| NAME             | Waldispühl, Marcel  |
| KURZBESCHREIBUNG | Schweizer Radballer |
| GEBURTSDATUM     | 11. Oktober 1979    |